# Zwolaki
Zwolaki – część miasta Ulanów w Polsce, w województwie podkarpackim, w powiecie niżańskim, w gminie Ulanów. Leży we wschodniej części miasta, na lewym brzegu Tanwi.